# Thüringer Rotwurst

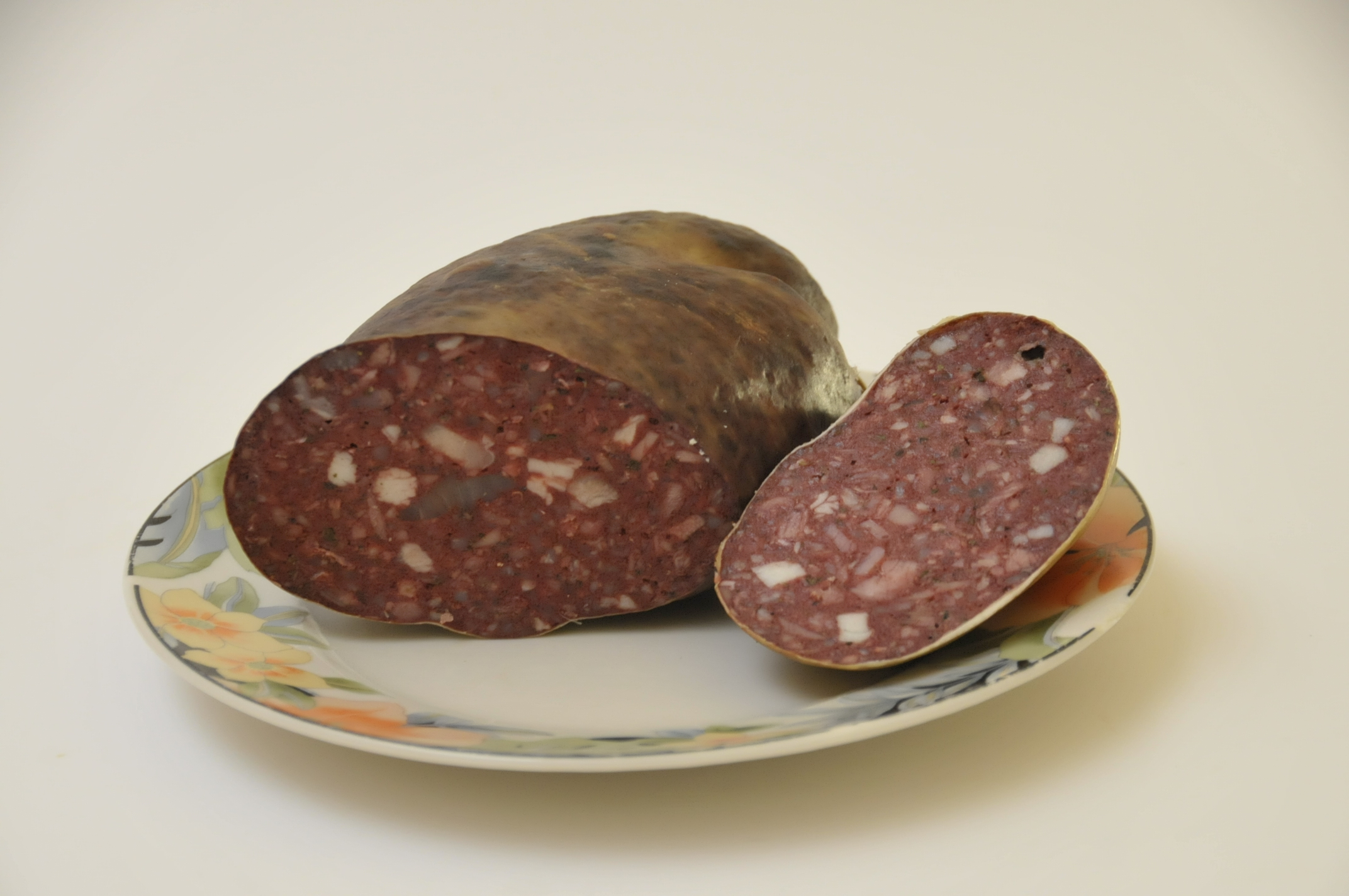
Thüringer Rotwurst

Thüringer Rotwurst ist eine Kochwurst und Blutwurstvariante. Sie besteht aus: Schweinefleisch (Schweineschulter, Schweinebacke, Schwarten, Blut und Leber). Typische Gewürze sind Nitritpökelsalz, Schwarzer Pfeffer, Majoran, Piment, Gewürznelke und Zwiebeln.
Bei der Vorbereitung pökelt man das Schulter- und Backenfleisch für ca. 12 Stunden und gart es in Wasser vor. Anschließend wird es in ca. 1 cm große Würfel geschnitten. Die rohe Schweineleber wolft man gemeinsam mit der Zwiebel. Für die Herstellung werden die Fleischwürfel kurz erhitzt und gewürzt. Anschließend fügt man nacheinander langsam die Lebermasse, die zerkleinerten Schwarten und zum Abschluss das Blut hinzu. Dies wird in Därme (Schweinekappe) mit einem Durchmesser von 60 bis 65 mm gefüllt. Abschließen gart man die Würste für ca. 2 Stunden. Bei der Französischen Rotwurst verwendet man statt Schweinebacken nur Schweineschulter und füllt die Masse in Därme mit einem Durchmesser über 65 mm ab, für Hausmacher Fleischblutwurst wird ebenso keine Backe verwendet, man füllt sie jedoch in Därme mit einem Durchmesser von 60 bis 65 mm ab.
Mit der EU-Verordnung Nr. 510/2006 des Rates zum Schutz von geografischen Angaben und Ursprungsbezeichnungen für Agrarerzeugnisse und Lebensmittel wurde die Bezeichnung Thüringer Rotwurst als geografische Herkunftsbezeichnung (g.g.A.) geschützt. Die Verordnung beschreibt die Eigenschaften der Wurst abweichend. So kann statt der Kappe auch Schweinekrause verwendet werden, oder die Wurst als Konserve im Glas bzw. anderen Behältnissen angeboten werden. In der Verordnung wird außerdem zur Wurst geschrieben:
- „Wegen ihres hervorragenden Geschmacks ist insbesondere die Thüringer Rotwurst weithin bekannt und beliebt. Sie wird auch ‚Königin der Blutwürste‘ genannt.“
- „Das Ansehen der Thüringer Rotwurst gründet sich auf die Kunst und Erfahrung des thüringischen Fleischerhandwerks und die überlieferten Rezepturen.“